# Asclettin, greve af Aversa
Asclettin, greve af Aversa (også stavet Ascletin eller Asclettino) var søn af Asclettin, greve af Acerenza, der var bror til Rainulf Drengot. Asclettin junior efterfulgte Rainulf som greve af Aversa i 1045. Han blev valgt af de normanniske adelsmænd i Aversa og indsat som vasal af Guaimar 4. af Salerno, der var hans lensherre.
Asclettin regerede kun i nogle få måneder i 1045. Han blev efterfulgt af sin fætter Rainulf Trincanocte.

## Eksterne links
- "Sicily/Naples, Nobility (Conti d'Aversa)"